# Tavertet
Tavertet est une commune de la province de Barcelone, en Catalogne, en Espagne, de la comarque d'Osona.

## Histoire
Dans les années 1960, le lac-réservoir de Sau a été créé.

## Lieux et monuments
Tavertet possède deux églises, l'église de Sant Miquel de Sorerols et l'église Sant Cristófol, témoignant du style roman de l'époque, et quarante-huit maisons en pierre. Elles furent toutes construites entre le XVIIe et le XIXe siècle.

## Personnalités liées à la commune
Tavertet est devenue le centre mondial du dialogue interreligieux grâce à la fondation de Raimon Panikkar, l'homme aux deux cultures, l'hindoue et l'occidentale, qui y a vécu ses dernières années, prêtre depuis 1946  et professeur de philosophie orientale à l'université Harvard, apôtre de l’œcuménisme et du dialogue des religions.  